# ヶ
 (février 2022).
ヶ (également appelé 小さいケ abr. "petit ke") est un caractère kana japonais peu connu[réf. nécessaire].
C'est l'abréviation du kanji 箇 qui est utilisé comme compteur. Il se prononce « ka » ou « ga », et non « ke » ou « ko ». La règle de prononciation est que s'il est utilisé dans un mot comme compteur, tel que 1ヶ月 (ikkagetsu, "un mois"), il se prononce "ka". S'il s'agissait d'un nom de lieu comme 青木ヶ原 (Aokigahara), il se prononcerait "ga".
Incidemment, "～ヶ原" (gahara) signifie "champ de -" et apparaît occasionnellement dans certains endroits au Japon.
Une version plus grande (ケ) est également utilisée de la même manière, mais n'est utilisée que dans les noms d'établissement, tels que 鎌ケ谷 (Kamagaya).